# نهر أشياغار
نهر أشياغار (بالقازاقية: Ащыағар أو Aşçıağar)‏ هو أحد أنهار جمهورية كازاخستان ويقع في أوبليس مانكيستاو، ويجري نحو 40 كيلومترا (25 ميل) إلى الشرق من مدينة أكتاو.
يبلغ طول النهر 150 كيلومتر (93 ميل) ويعبر حوضا مساحته حوالي 15,000 كيلومتر مربع (5,800 ميل مربع). يقع منبع النهر على المنحدرات الجنوبية من كاراتاو، إلى الشمال من بلدة كوريك. يتراوح عرض النهر من 10 إلى 50 مترًا (33 إلى 164 قدمًا)، ويبلغ عمقه من متر إلى أربعة أمتار (3 إلى 13 قدم).
يبلغ متوسط تدفق المياه السنوي في المصب حوالي 5 متر مكعب في الثانية (180 قدم مكعب في الثانية)، وهناك زيادة في مستويات الفيضان في أبريل أثناء ذوبان الجليد بنسبة 4 إلى 5 أمتار (13 إلى 16 قدم) في المتوسط. يتجمد النهر في منتصف ديسمبر ويبدأ في الذوبان في أوائل مارس.